# Howgate Wonder (manzana)
Howgate Wonder es una variedad cultivar de manzano (Malus domestica).
Es una variedad de manzana híbrido procedente del cruce como Parental-Madre 'Blenheim Orange' polinizado por variedad 'Newton Wonder'. Criado entre en 1915-1916 por G. Wratton en el Howgate Lane, Bembridge, Isla de Wight, Inglaterra. Introducido en los circuitos comerciales en  1932 por el viverista "Stuart Low Co". Recibió un premio al mérito de la Royal Horticultural Society en 1929. Las frutas tienen una pulpa firme, de textura fina y jugosa que es bastante dulce cuando está madura con un ligero sabor aromático. Cocina bien.

## Historia
'Howgate Wonder' es una variedad de manzana híbrido procedente del cruce como Parental-Madre 'Blenheim Orange' polinizado por variedad Parental-Padre 'Newton Wonder'. Criado entre en 1915-1916 por G. Wratton en Howgate Lane, Bembridge, Isla de Wight, Inglaterra. Introducido en los circuitos comerciales en  1932 por el viverista "Stuart Low Co". Recibió un premio al mérito de la Royal Horticultural Society en 1929.
'Howgate Wonder' se cultiva en la National Fruit Collection con el número de accesión: 1962-016 y Accession name: Howgate Wonder (LA 65A).

## Características
'Howgate Wonder' tiene un tiempo de floración que comienza a partir del 8 de mayo con el 10% de floración, para el 12 de mayo tiene una floración completa (80%), y para el 20 de mayo tiene un 90% de caída de pétalos.
'Howgate Wonder' tiene una talla de fruto de grande a muy grande; forma cónico redondo y ligeramente acanalado, con altura 79.00mm y anchura 95.00mm; con nervaduras de débiles a medias; epidermis brillante y dura, con color de fondo verde amarillento pálido, importancia del sobre color medio, con color del sobre color rojo, con sobre color patrón rayas / chapa, presentando chapa enrojecida y rayada de rojo, con lenticelas de medianas a grandes, de color claro, "russeting" (pardeamiento áspero superficial que presentan algunas variedades) muy bajo; cáliz de tamaño pequeño y cerrado, colocado en una cuenca profunda y estrecha; pedúnculocorto y robusto, colocado en una cavidad ancha y profunda, que a menudo presenta "russeting"; carne de color crema pálida, firme, crujiente y fina de granulado. Sabor picante, dulce y con mucho jugo. Tiende a ser bastante soso.
Su tiempo de recogida de cosecha se inicia a principios de octubre. Se conserva bien durante más de tres meses en una habitación fresca manteniendo su sabor de forma segura.

## Usos
Manzana para cocinar que mantiene su forma para pasteles y tartas. También se puede consumir en fresco. Hace un jugo dulce y refrescante. Como  manzana de sidra es de carácter fuerte.

## Ploidismo
Diploide, parcialmente autofértil. Mejora su producción cuando se fertiliza con polen de Grupo de polinización: D, Día 14.